# 수잔 플레밍

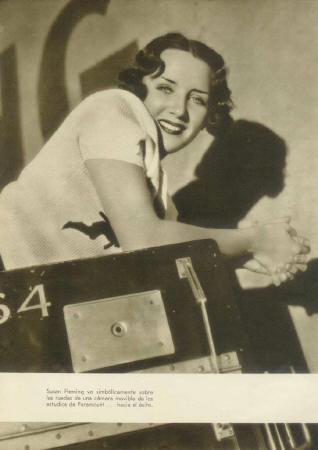

수잔 플레밍(Susan Fleming, 1908년 2월 19일 ~ 2002년 12월 22일)은 미국의 배우, 텔레비전 배우, 영화배우이다.
뉴욕에서 태어났으며 랜초미라지에서 사망하였다. 사인은 심근 경색이다.

## 영화
- 1937년의 황금광들 (1936년)
- 조지 화이트의 1935 스캔달 (1935년)
- 헤리티지 오브 더 데저트 (1932년)
- 러버 컴 백 (1931년)